# Alexandru Curtianu
Alexandru Curtianu, riferito anche come Curteian o Kurteyan (Chișinău, 11 febbraio 1974), è un allenatore di calcio ed ex calciatore moldavo, di ruolo centrocampista.

## Palmarès

### Giocatore

#### Club
- Campionato moldavo: 5

Zimbru Chisinau: 1992, 1992-1993, 1993-1994, 1994-1995, 1995-1996
- Campionato polacco: 1

Widzew Lodz: 1996-1997
- Coppa di Russia: 1

Zenit San Pietroburgo: 1998-1999

#### Individuale
- Calciatore moldavo dell'anno: 2

1993, 1998

### Allenatore
- 1 Lyga: 1

Panevėžys: 2018